# Nosna votlina
Nosna votlina je organ, ki spada k dihalom. Pretin, ki deli nosno votlino v dve polovici, je spredaj hrustančast, zadaj pa koščen. Iz stranskih sten nosne votline štrlijo po tri nosne školjke, pod katerimi so nosni hodniki, karmor se odpirajo obnosne votline in solzovod. Nosno votlino prekriva sluznica z migetalčnim epitelijem, ki je značilen za dihalno pot. V sluznici, ki je dobro prekrvavljena, je tudi mnogo žlez.
Obnosne votline so v zgornji čeljustnici, čelnici, zagozdnici in sitki in se odpirajo v nosne hodnike pod zgornjo in srednjo nosno školjko. Stene obnosnih votlin prekriva sluznica, ki se nadaljuje iz nosne votline. Zadaj se nosna votlina prek dveh sapišč nadaljuje v žrelo.